# BankUnited Center
Le BankUnited Center est une salle omnisports située à Coral Gables en Floride.
C'est le domicile des équipes masculine et féminine de basket-ball de l'université (Miami Hurricanes). Le Center a une capacité de 8 000 places et dispose de 25 suites.

## Évènements
- The Comedy With A Purpose Tour, 21 novembre 2008
- Lockdown 2014 un ppv de catch organisé par la TNA, 9 mars 2014